# Puchar Bośni i Hercegowiny w koszykówce mężczyzn
Puchar Bośni i Hercegowiny w koszykówce mężczyzn (boś. Kup Bosne i Herzegovine u košarci, Kup Mirza Delibašić, Puchar Mirzy Delibašicia) – cykliczne krajowe rozgrywki sportowe, prowadzone systemem pucharowym, organizowane corocznie (co sezon) przez Bośniacką Federację Koszykówki dla bośniackich męskich klubów koszykarskich. Drugie – po mistrzostwach Bośni i Hercegowiny – rozgrywki w hierarchii ważności, w bośniackiej koszykówce. Rozgrywki noszą imię Mirzy Delibašicia, członka Koszykarskiej Galerii Sław FIBA.

## Historia
W przeszłości rozgrywano trzy niezależne turnieje pucharowe, zorganizowane na podstawie założeń etnicznych. W 1998 zorganizowano połączoną rundę finałową po raz pierwszy w historii. W 2001 w rozgrywkach wzięły udział zespoły z Republiki Serbskiej. Od sezonu 2001–02 turniej stał się regularnym i został wpisany oficjalnie do kalendarza rozgrywek przez federację.
W grudniu 2018, Koszykarska Federacja Bośni i Hercegowiny zmieniła nazwę pucharu, nadając mu nazwę Kup Mirza Delibašić, aby uhonorować Mirzę Delibašicia.

## Zdobywcy pucharu
| - 1993–94 Sloboda Tuzla (Sloboda Dita) - 1994–95 Sloboda Tuzla (Sloboda Dita) - 1995–96 Sloboda Tuzla (Sloboda Dita) - 1996–97 Brotnjo (Eronet Brotnjo) - 1997–98 Široki - 1998–99 Sloboda Tuzla (Sloboda Dita) - 1999–00 Borac Banja Luka (Borac Nektar) - 2000–01 Široki (Feal Široki) - 2001–02 Široki (Feal Široki) - 2002–03 Široki (Feal Široki) - 2003–04 Široki (Široki Hercegtisak) - 2004–05 Bosna (Bosna ASA) - 2005–06 Široki (Široki HT Eronet) - 2006–07 Igokea (Igokea Partizan) | - 2007–08 Široki (Široki HT Eronet) - 2008–09 Bosna (Bosna ASA BH Telecom) - 2009–10 Bosna (Bosna ASA BH Telecom) - 2010–11 Široki (Široki TT Kabeli) - 2011–12 Široki (Široki WWin) - 2012–13 Igokea - 2013–14 Široki (Široki Primorka) - 2014–15 Igokea - 2015–16 Igokea - 2016–17 Igokea - 2017–18 Igokea - 2018–19 Igokea - 2019–20 Spars (Spars Realway) - 2020–21 Igokea - 2021–22 Igokea - 2022–23 Igokea - 2023–24 Bosna (KK Bosna Meridianbet) |

## Finaliści
| Sezon | Finał                | Finał | Finał                 |
| Sezon | Mistrz               | Wynik | Wicemistrz            |
| ----- | -------------------- | ----- | --------------------- |
| 1998  | Široki               | bd    | Sloboda Dita          |
| 1999  | Sloboda Dita         | bd    | Brotnjo               |
| 2000  | Borac Nektar         | bd    | Široki                |
| 2001  | Sloboda Dita         | bd    | Igokea                |
| 2002  | Feal Široki          | bd    | Brotnjo               |
| 2003  | Feal Široki          | bd    | Borac Nektar          |
| 2004  | Široki Hercegtisak   | bd    | Leotar                |
| 2005  | Bosna ASA            | bd    | Široki                |
| 2006  | Široki HT Eronet     | bd    | Bosna ASA             |
| 2007  | Igokea Partizan      | 93–59 | Slavija East Sarajevo |
| 2008  | Široki HT Eronet     | 74–72 | Borac Nektar          |
| 2009  | Bosna ASA BH Telecom | 73–64 | Široki Prima pivo     |
| 2010  | Bosna ASA BH Telecom | 84–68 | Sloboda Tuzla         |
| 2011  | Široki TT Kabeli     | 73–69 | Bosna ASA BH Telecom  |
| 2012  | Široki WWin          | 83–75 | Igokea                |
| 2013  | Igokea               | 86–81 | Široki                |
| 2014  | Široki Primorka      | 77–76 | Igokea                |
| 2015  | Igokea               | 73–58 | Široki                |
| 2016  | Igokea               | 95–77 | Široki                |
| 2017  | Igokea               | 79–67 | Bosna Royal           |
| 2018  | Igokea               | 94–76 | Kakanj                |
| 2019  | Igokea               | 78–63 | Spars                 |
| 2020  | Spars Realway        | 93–85 | Igokea                |
| 2021  | Igokea               | 77–55 | Spars                 |
| 2022  | Igokea               | 93–66 | Široki                |
| 2023  | Igokea               | 76–49 | Široki                |
| 2024  | KK Bosna Meridianbet | 83–73 | Široki                |

## Tytuły według klubu
| Klub             | Tytuły | Zwycięskie lata                                          |
| ---------------- | ------ | -------------------------------------------------------- |
| Igokea           | 10     | 2007, 2013, 2015, 2016, 2017, 2018, 2019, 2021,2022,2023 |
| Široki           | 8      | 1998, 2002, 2003, 2004, 2006, 2008, 2011, 2012, 2014     |
| Sloboda Tuzla    | 5      | 1994, 1995, 1996, 1999, 2001                             |
| Bosna            | 4      | 2005, 2009, 2010,2024                                    |
| Borac Banja Luka | 1      | 2000                                                     |
| Spars            | 1      | 2020                                                     |
| Brotnjo          | 1      | 1997                                                     |

## Puchary regionalne
| Sezon   | Zwycięzcy     | Zwycięzcy            | Zwycięzcy         |
| Sezon   | KSBiH         | Bosnia i Hercegowina | Republika Serbska |
| ------- | ------------- | -------------------- | ----------------- |
| 1992–93 | nie rozegrano | nie rozegrano        | Borac Banja Luka  |
| 1993–94 | Sloboda Tuzla | nie rozegrano        | Borac Banja Luka  |
| 1994–95 | Sloboda Tuzla | Vitez                | Borac Banja Luka  |
| 1995–96 | Sloboda Tuzla | Vitez                | Borac Banja Luka  |
| 1996–97 | Sloboda Tuzla | Brotnjo              | Borac Banja Luka  |
| 1997–98 | Sloboda Tuzla | Brotnjo              | Borac Banja Luka  |
| 1998–99 | Sloboda Tuzla | Široki               | Borac Banja Luka  |
| 1999–00 | Sloboda Tuzla | Brotnjo              | Igokea            |
| 2000–01 | Sloboda Tuzla | Brotnjo              | Igokea            |
| 2001–02 | Sloboda Tuzla | Široki               | Borac Banja Luka  |